# It (альбом)
It — дебютный студийный альбом британской группы Pulp, вышедший в 1983 году.

## Об альбоме
It издан тиражом в 2000 экземпляров. В 1994 году был переиздан звукозаписывающими компаниями «Cherry Red» и «Fire».

## Список композиций
Все песни написаны Джарвисом Кокером, кроме «My Lighthouse», написанной Джарвисом Кокером и Саймоном Хинклером.
| №  | Название           | Длительность |
| -- | ------------------ | ------------ |
| 1. | «My Lighthouse»    | 3:30         |
| 2. | «Wishful Thinking» | 4:17         |
| 3. | «Joking Aside»     | 4:20         |
| 4. | «Boats and Trains» | 1:34         |

| №  | Название       | Длительность |
| -- | -------------- | ------------ |
| 5. | «Blue Girls»   | 5:56         |
| 6. | «Love Love»    | 3:09         |
| 7. | «In Many Ways» | 2:46         |

### Бонус-треки
| №   | Название                                            | Длительность |
| --- | --------------------------------------------------- | ------------ |
| 8.  | «Looking for Life» (Би-сайд сингла «My Lighthouse») | 5:29         |
| 9.  | «Everybody's Problem» (внеальбомный сингл)          | 3:16         |
| 10. | «There Was» (Би-сайд сингла «Everybody's Problem»)  | 3:30         |

| №   | Название                                            | Длительность |
| --- | --------------------------------------------------- | ------------ |
| 8.  | «Looking for Life» (Би-сайд сингла «My Lighthouse») | 5:29         |
| 9.  | «My Lighthouse (Single Version)»                    | 3:28         |
| 10. | «Please Don't Worry»                                | 3:24         |
| 11. | «Blue Girls (Alternative Mix)»                      | 6:05         |
| 12. | «Sink or Swim»                                      | 4:02         |

Песни 10, 11 и 12 с переиздания на Fire Records ранее не выпускались.